# والیو ترمه
والیو ترمه (به ایتالیایی: Vallio Terme) یک کومونه در ایتالیا است که در استان برشا واقع شده‌است. والیو ترمه ۱۵ کیلومتر مربع مساحت و ۱٬۳۸۲ نفر جمعیت دارد.